# یان بلاژک (بازیکن بسکتبال)
یان بلاژک (چکی: Jan Blažek; ۱۳ سپتامبر ۱۹۴۷ – ۲۹ سپتامبر ۲۰۱۶) بازیکن بسکتبال اهل چکسلواکی بود. وی در بازی‌های المپیک تابستانی ۱۹۷۲ شرکت کرده‌است.